# Croton parodianus
Croton parodianus é uma espécie de planta da família Euphorbiaceae e do gênero Croton.  

## Taxonomia
O táxon foi descrito oficialmente em 1944 por Léon Croizat. 
Tem entre seus sinônimos o sinônimo heterotípico Croton strobiliformis.